# آنتوانتا فرنکوا
آنتوانتا فرنکوا (انگلیسی: Antoaneta Frenkeva؛ زادهٔ ۲۴ اوت ۱۹۷۱) شناگر اهل بلغارستان است.